# ピーター・レブソン
ピーター・ジェフリー・レブソン（Peter Jeffrey Revson、1939年2月27日 - 1974年3月22日）は、アメリカ合衆国のレーシングドライバーである。

## 人物
レブソンはマーティン・レブソン、ジュリー・レブソンの息子としてニューヨーク市に生まれた。おじはレブロン化粧品創業者のチャールズ・レブソン。弟のダグラス・レブソンもカーレースに参戦していたが、1967年にデンマークで行われたF3レースでの事故で死亡している。
1973年のミス・ワールド、マージョリー・ウォレスと婚約していた。

## 経歴

### 1960年代
コーネル大学入学後、1960年にハワイでレース活動を始める。1962年にテディ・メイヤー、その弟ティミー・メイヤーと共にRev-Em Racingを結成、フォーミュラ・ジュニアに参戦する。1963年はフォーミュラ・ジュニア・ヨーロッパに参戦、1勝を挙げる。また、オウルトンパークで行われた非選手権F1レースにレグ・パーネルのチームから出走し9位で完走する。翌1964年にレブソン・レーシング、レグ・パーネルからF1世界選手権に参戦するが、目立った成績は上げられなかった。
1965年モナコF3で優勝後はアメリカ国内でレース活動を行う。1966年からCan-Amに参戦し、1968年の日本Can-Amで優勝するなど実力をつけていった。
1969年のインディ500にブラバム・レプコで初出走し5位入賞を果たす。

### 1970年代

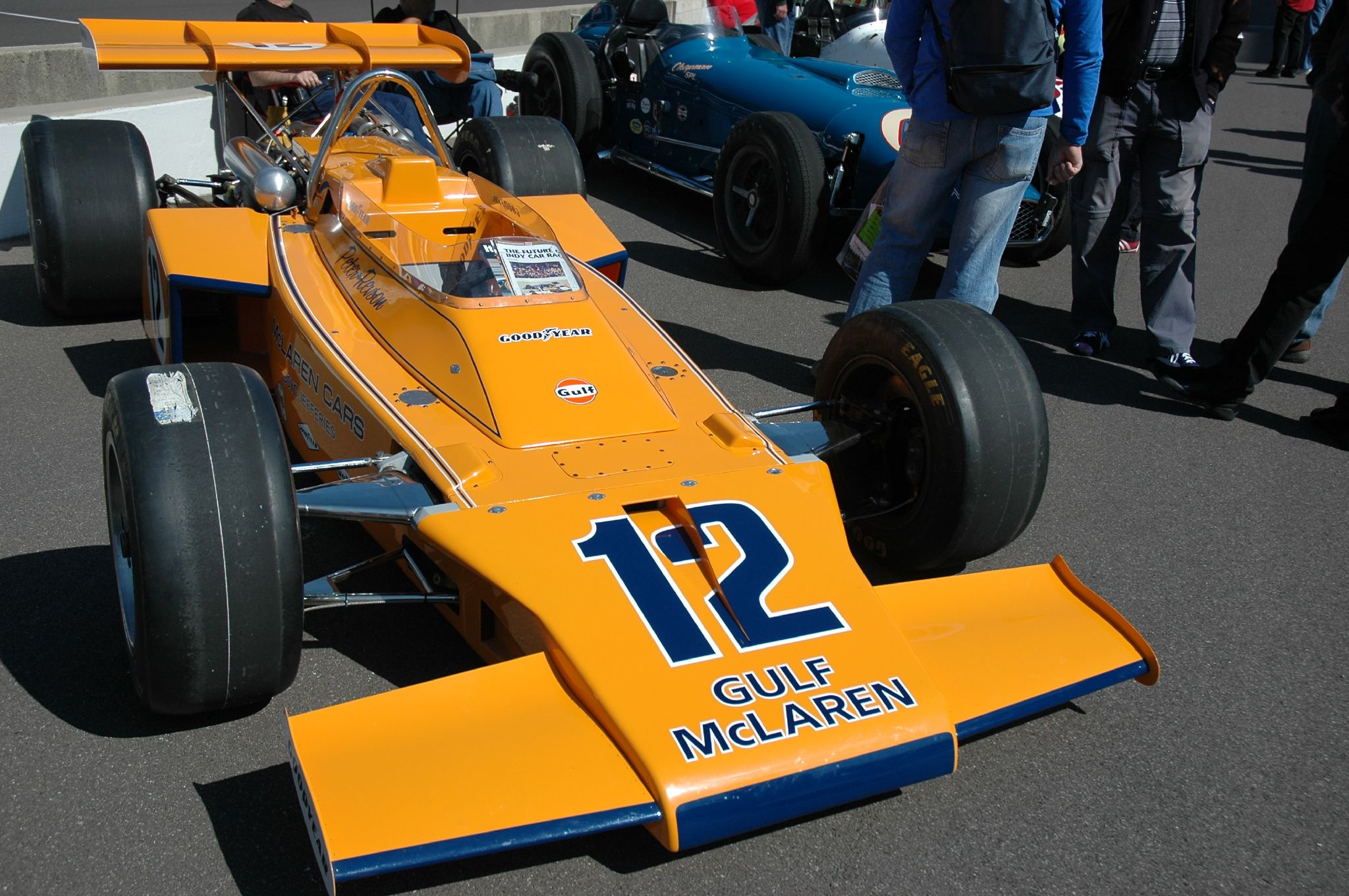
1973年インディ500でレブソンがドライブしたマクラーレンのマシン

1970年のセブリング12時間レースでスティーブ・マックイーンと組んで2位に入る。
1971年はマクラーレンからCan-Am・インディ500に参戦。インディ500では予選でポールポジションを獲得（決勝2位）。次いでCan-Amのチャンピオンに輝き、F1アメリカGPでティレルからスポット参戦する。

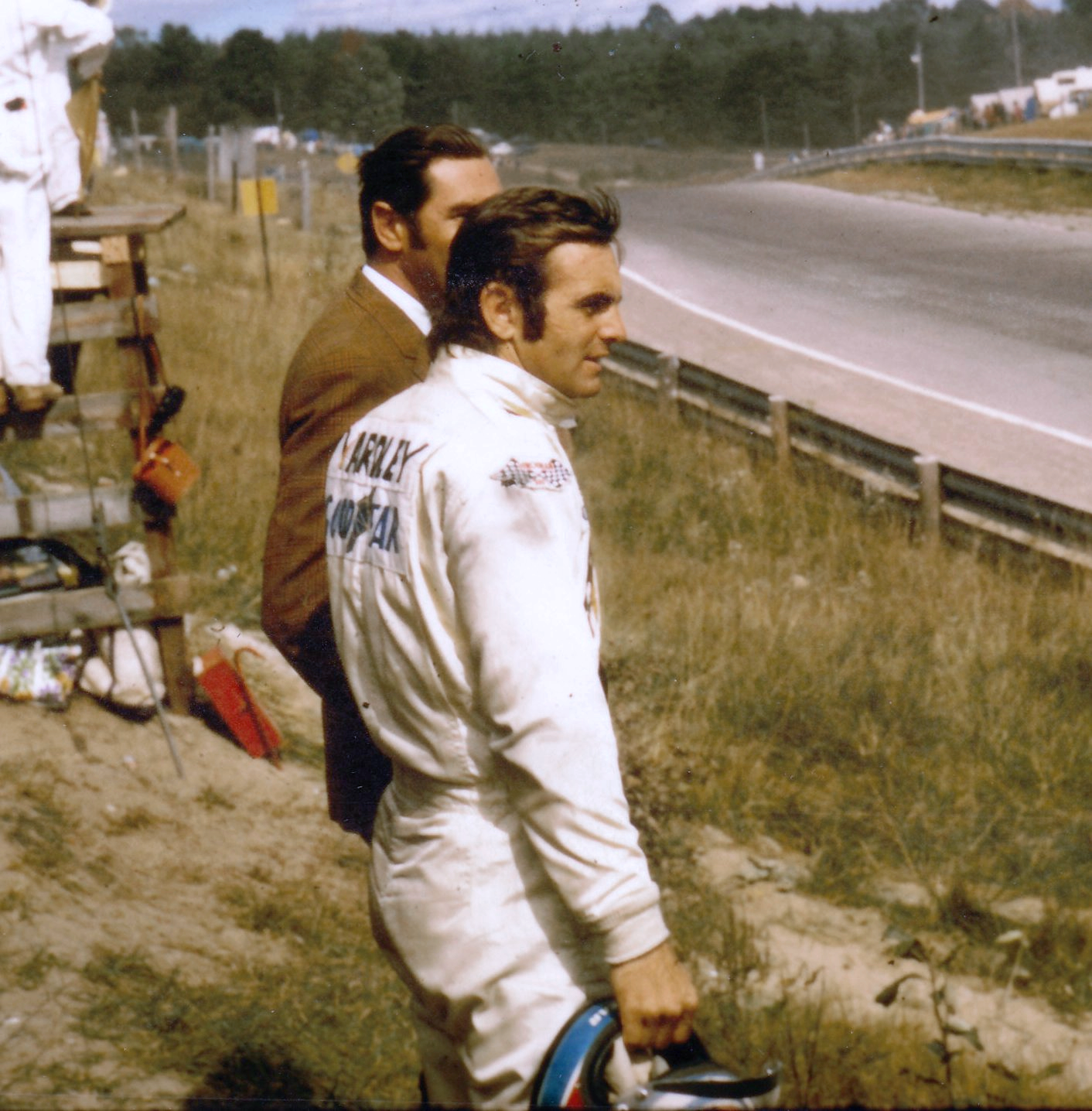
1972年カナダグランプリ（モスポート・パーク）にて

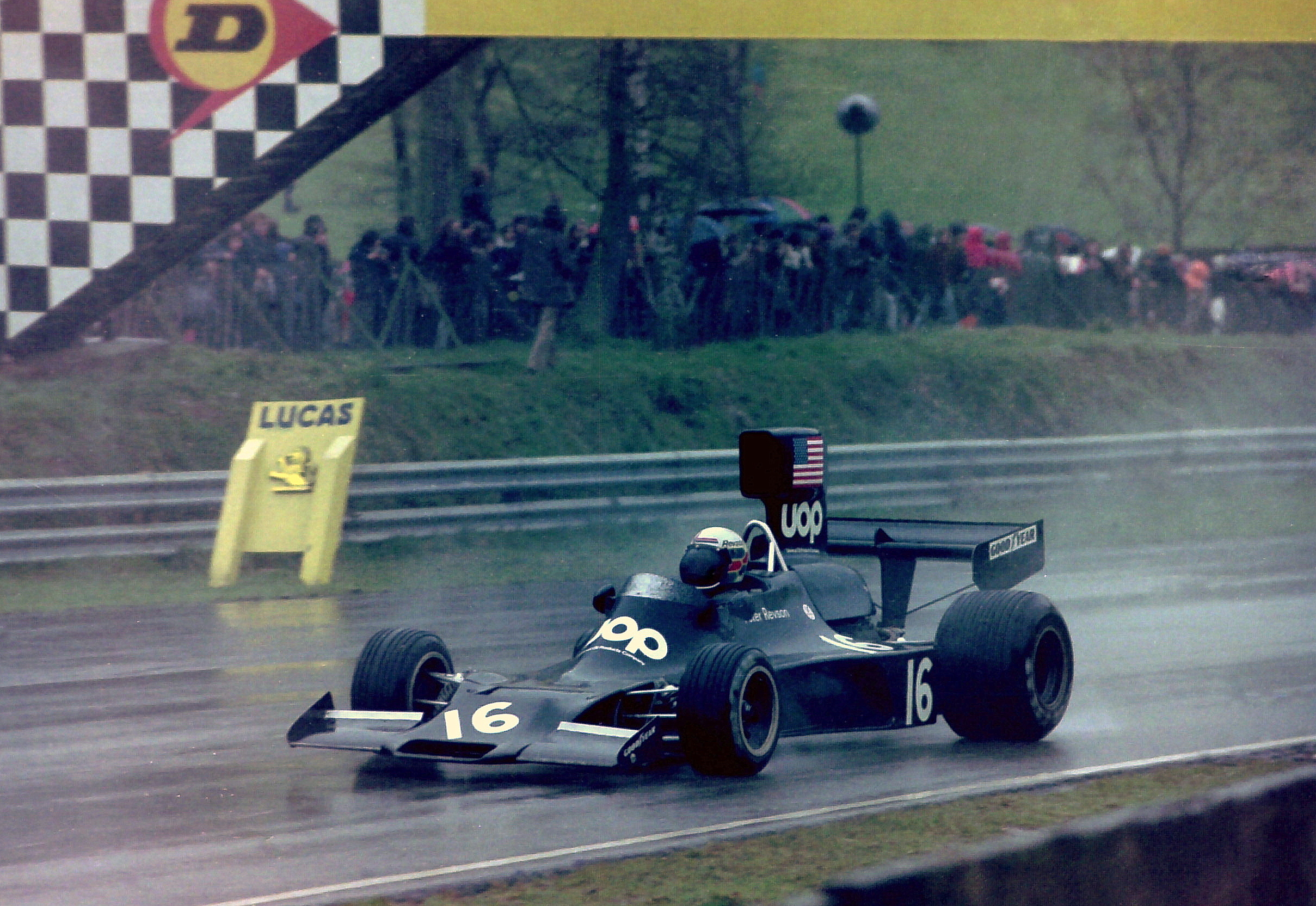
シャドウ時代

1972年、マクラーレンからF1フル参戦を開始（アメリカでのレースが被る場合は欠場）。カナダGPでポールポジションを獲得、2位1回・3位3回に入り23ポイントを記録して選手権5位に入る。
1973年はイギリスGPでF1初優勝。カナダGPでは突然の雨とそれに伴うペースカー出動がうまくいかなかったため混乱。レース終了時点ではエマーソン・フィッティパルディが1位、ハウデン・ガンレイが2位、レブソンが3位だったが、チームから抗議が相次いだため結局レブソンが優勝と決まった。この年も前年同様選手権5位を記録するが、ロータスからフィッティパルディが移籍して来たのに伴い、この年限りでマクラーレンを離脱する。
1974年は地元アメリカのチーム、シャドウにナンバー1ドライバーとして移籍。アルゼンチンGP、ブラジルGPではそれぞれ予選4位と6位を記録したが、決勝では序盤でリタイヤとなった。

## 事故死
1974年3月22日、南アフリカGP前に行われたキャラミでのテスト中フロントサスペンションにトラブルが発生し、第2コーナー "バーベキュー・ベンド" のガードレールにクラッシュし炎上。他のドライバー達に救助されたが、間もなく死去した。35歳没。弟のダグ・レブソンと共にニューヨークのフェンクリフ墓地に葬られた。
1996年、アメリカ・モータースポーツ殿堂のスポーツカー部門に選出された。

## 余談
レブソンがF1において勝利を記録した1973年のイギリスGPとカナダGPは、それぞれ「初めて赤旗中断があったレース」と「初めてセーフティカーが出動したレース」である。

## レースの記録

### F1
| 年     | 所属チーム                   | シャシー | 1       | 2       | 3       | 4       | 5       | 6      | 7     | 8      | 9     | 10    | 11      | 12      | 13    | 14    | 15    | WDC | ポイント |
| ------ | ---------------------------- | -------- | ------- | ------- | ------- | ------- | ------- | ------ | ----- | ------ | ----- | ----- | ------- | ------- | ----- | ----- | ----- | --- | -------- |
| 1964年 | ロータス／ピーター・レブソン | 24       | MON DNQ | NED     |         |         |         | GER 14 | AUT   | ITA 13 | USA   | MEX   |         |         |       |       |       | NC  | 0        |
| 1964年 | ロータス／レグ・パーネル     | 24       |         |         | BEL DSQ |         | GBR Ret |        |       |        |       |       |         |         |       |       |       | NC  | 0        |
| 1964年 | ロータス／レグ・パーネル     | 25       |         |         |         | FRA DNS |         |        |       |        |       |       |         |         |       |       |       | NC  | 0        |
| 1971年 | ティレル                     | 001      | RSA     | ESP     | MON     | NED     | FRA     | GBR    | GER   | AUT    | ITA   | CAN   | USA Ret |         |       |       |       | NC  | 0        |
| 1972年 | マクラーレン                 | M19A     | ARG Ret | RSA 3   | ESP 5   | MON     | BEL 7   | FRA    | GBR 3 | GER    |       |       |         |         |       |       |       | 5位 | 23       |
| 1972年 | マクラーレン                 | M19C     |         |         |         |         |         |        |       |        | AUT 3 | ITA 4 | CAN 2   | USA 18  |       |       |       | 5位 | 23       |
| 1973年 | マクラーレン                 | M19C     | ARG 8   | BRA Ret | RSA 2   |         |         |        |       |        |       |       |         |         |       |       |       | 5位 | 38       |
| 1973年 | マクラーレン                 | M23      |         |         |         | ESP 4   | BEL Ret | MON 5  | SWE 7 | FRA    | GBR 1 | NED 4 | GER 9   | AUT Ret | ITA 3 | CAN 1 | USA 5 | 5位 | 38       |
| 1974年 | シャドウ                     | DN3      | ARG Ret | BRA Ret | RSA     | ESP     | BEL     | MON    | SWE   | NED    | FRA   | GBR   | GER     | AUT     | ITA   | CAN   | USA   | NC  | 0        |

- 太字はポールポジション、斜字はファステストラップ。(key)

### インディ500
| 年   | シャシー     | エンジン   | スタート | フィニッシュ |
| ---- | ------------ | ---------- | -------- | ------------ |
| 1969 | ブラバム     | レプコ     | 33位     | 5位          |
| 1970 | マクラーレン | オッフィー | 16位     | 22位         |
| 1971 | マクラーレン | オッフィー | 1位      | 2位          |
| 1972 | マクラーレン | オッフィー | 2位      | 31位         |
| 1973 | マクラーレン | オッフィー | 10位     | 31位         |